# Ansambel Gorenjski kvintet
Ansambel Gorenjski kvintet (nemško Oberkrainer Quintett) prihaja iz vasi bratov Avsenik, iz Begunj na Gorenjskem. Svojo glasbeno pot je začel kot trio v letu 1997, sčasoma je zasedba postala kvintet, potem pa sta se pridružila še pevec in pevka. Ansambel Gorenjski kvintet izvaja pretežno Avsenikovo glasbo, ima pa tudi širok repertoar lastnih narodnozabavnih skladb, s katerimi se je uspešno predstavil na različnih festivalih narodno-zabavne glasbe, številnih televizijskih in radijskih oddajah.
Že vrsto let je Gorenjski kvintet tudi redni gost Avsenikovega festivala. Ansambel pretežno nastopa na domačih tleh, dejaven pa je tudi v tujini, predvsem na nemško govornem področju, kjer je poznan pod imenom Oberkrainer Quintett.

## Zasedba
- Gregor Korošec (harmonika, vodja ansambla)
- Gregor Drugovič (bariton, bas kitara)
- Jaka Einfalt (trobenta)
- Gregor Vindiš (klarinet, saksofon)
- Klemen Novšak (kitara, bobni)
- Katja Križnar (vokal)
- Matjaž Zadravec (vokal, kitara)

## Festivali
- 2007: Slovenska polka in valček - finalisti, skladba Zagodi nam muzikant
- 2008: Slovenska polka in valček - finalisti, skladba Pesem srca
- 2009: Festival Števerjan - najboljši kvintet, skladba Ta usojena polka[1]
- 2011: Festival Števerjan - najboljši kvintet, skladba Dobra viža[2]
- 2011: Alpen Grad Prix, Merano, Italija - 3. mesto, skladba v nemškem jeziku Muzik Verbindet (Glasba združuje)
- 2012: Slovenska polka in valček - finalisti, skladba Sinko moj
- 2014: Festival Števerjan - najboljši kvintet, skladba Poslušaj svoje srce; izbrani ansambel za Alpen Grand Prix 2014
- 2016: Festival Ptuj - finalisti, valček Odšla je in polka Dvigni glavo

## Diskografija
- Štajerci in Gorenjci (2008)
- Gorenjski kvintet LIVE koncert Avsenikovih uspešnic (2008, v nemškem jeziku)
- Dobra viža (2013)